# Unbitrium
Az unbitrium a 123-as rendszámú, még fel nem fedezett kémiai elem ideiglenes neve. A természetben nem fordul elő, mesterségesen sem állították még elő. A transzaktinoidák közé tartozik, a g-blokk harmadik eleme. Várható atomtömege 326.
Vegyjele: Ubt.
CAS-szám: 54500-71-9
Elektronok héjaként: 2, 8, 18, 32, 35, 18, 8, 2
Elektronszerkezet: Uuo 5g38s2

## Fordítás
Ez a szócikk részben vagy egészben  az   Unbitrium című német Wikipédia-szócikk fordításán alapul.  Az eredeti cikk szerkesztőit annak laptörténete sorolja fel. Ez a jelzés csupán a megfogalmazás eredetét és a szerzői jogokat jelzi, nem szolgál a cikkben szereplő információk forrásmegjelöléseként.